# Kerrang! Awards 2011
Die Kerrang! Awards 2011 bei der Künstler im Rock- und Metalgenre ausgezeichnet wurden, fanden am 9. Juni 2011 im Veranstaltungszentrum The Brewery im Londoner Stadtteil East London statt. Moderiert wurde die Verleihung von Slipknot-Sänger Corey Taylor und Anthrax-Gitarrist Scott Ian. Die Verleihung fand zum 18. Mal in Folge statt. Die Gewinner wurden über Voting per Internet und Post von den Lesern des Kerrang-Magazins sowie einer Fachjury gewählt.

## Preisträger und Nominierte

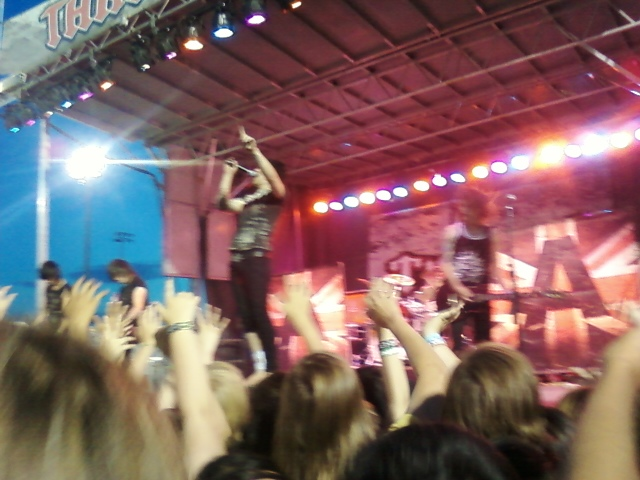
Asking Alexandria gewann in der Kategorie "Best British Newcomer"

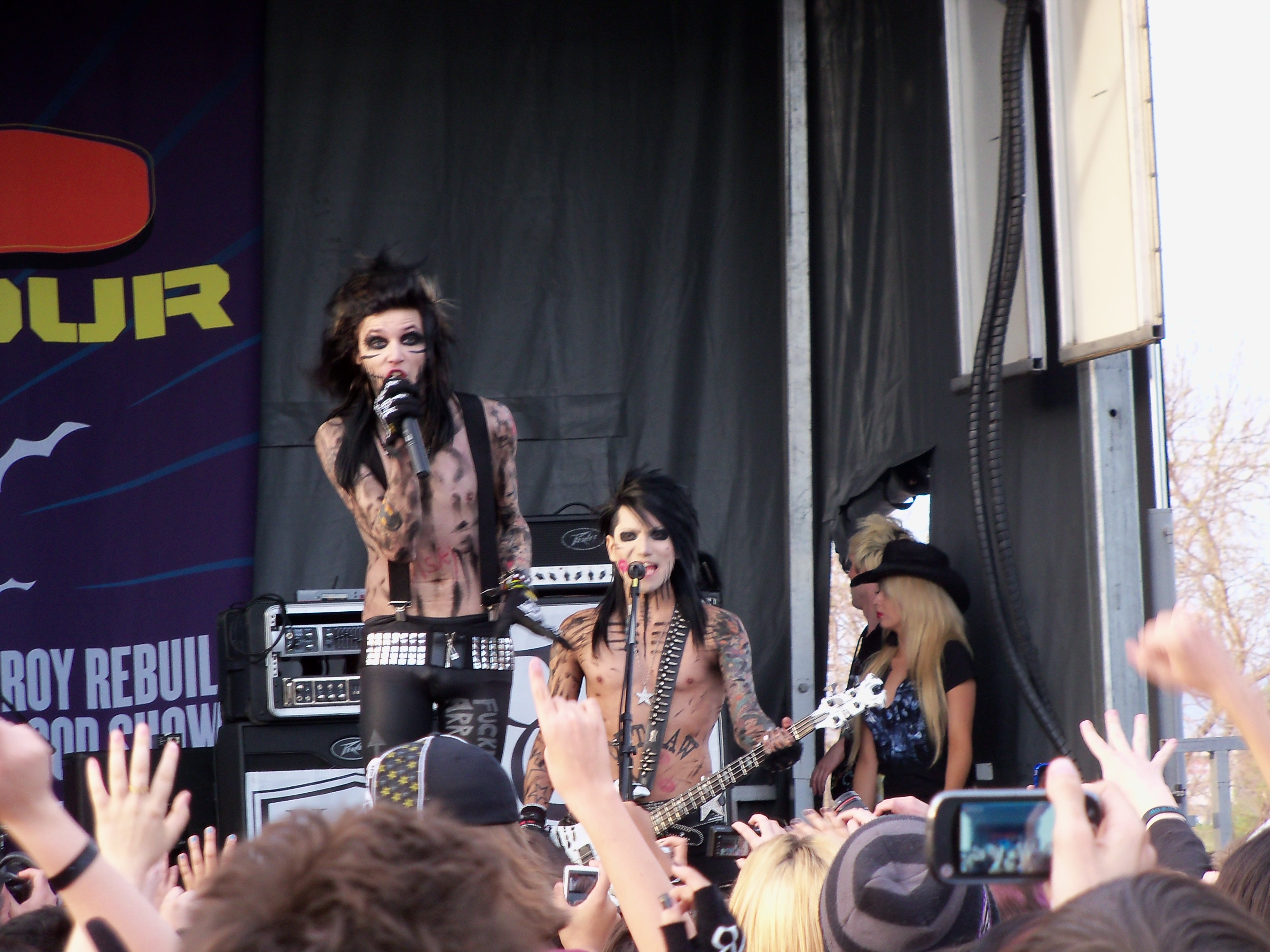
Black Veil Brides konnte in der Kategorie "Best International Newcomer" gewinnen

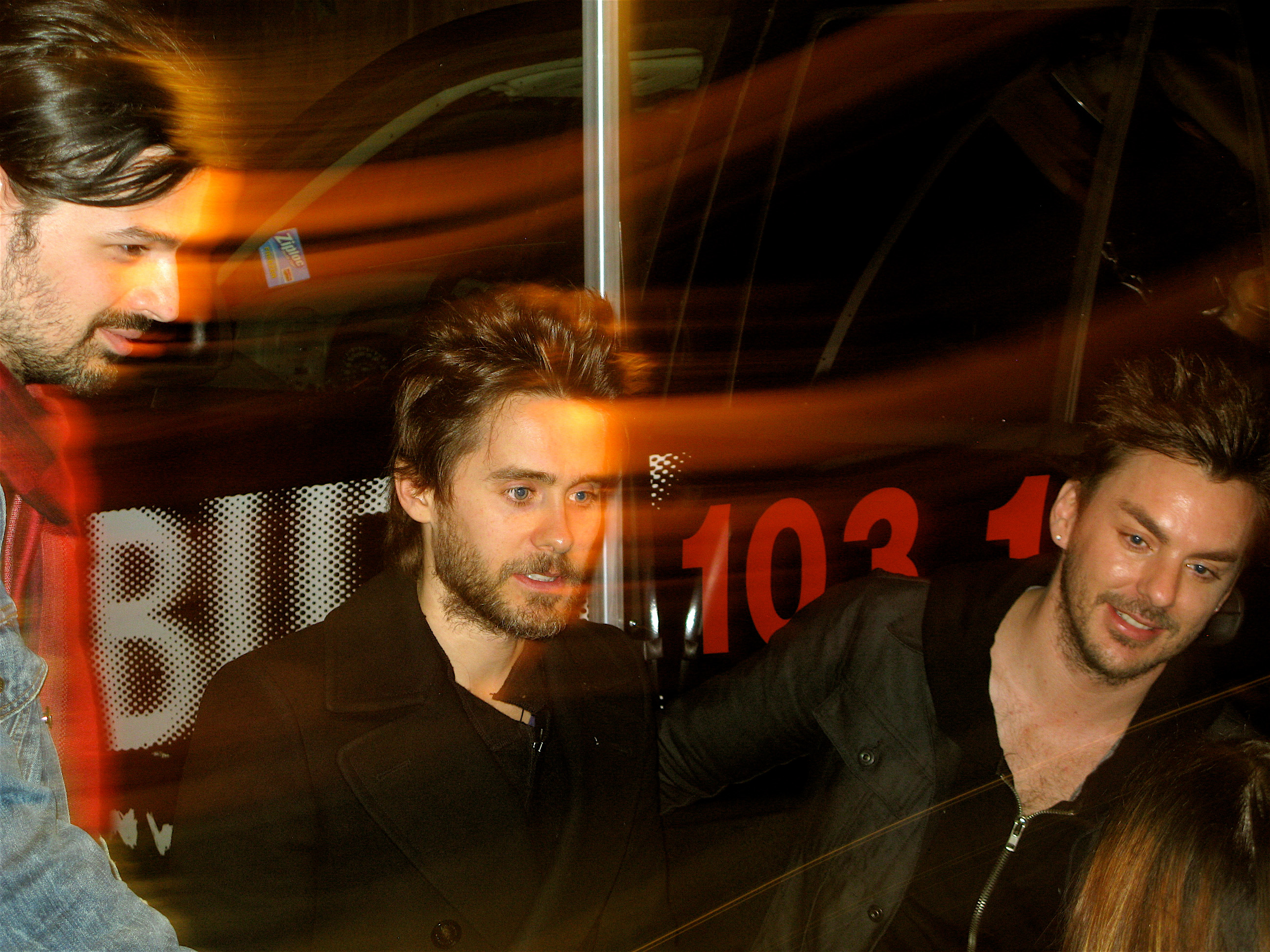
30 Seconds to Mars gewann in den Kategorien "Best Single" (mit Hurricane) und "Best International Band"

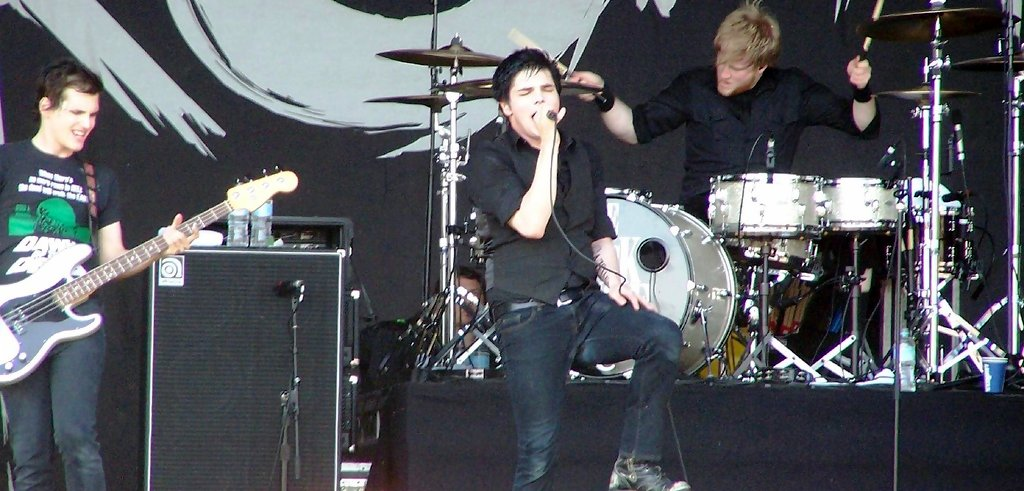
"Na Na Na" von My Chemical Romance wurde als bestes Musikvideo prämiert

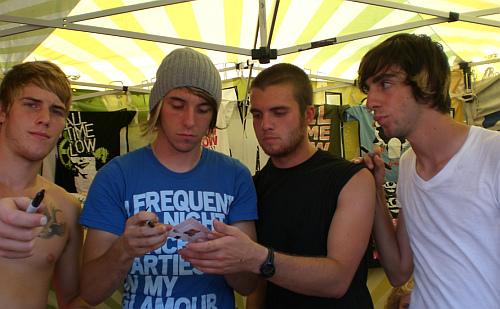
All Time Low wurde als bester Live-Act ausgezeichnet

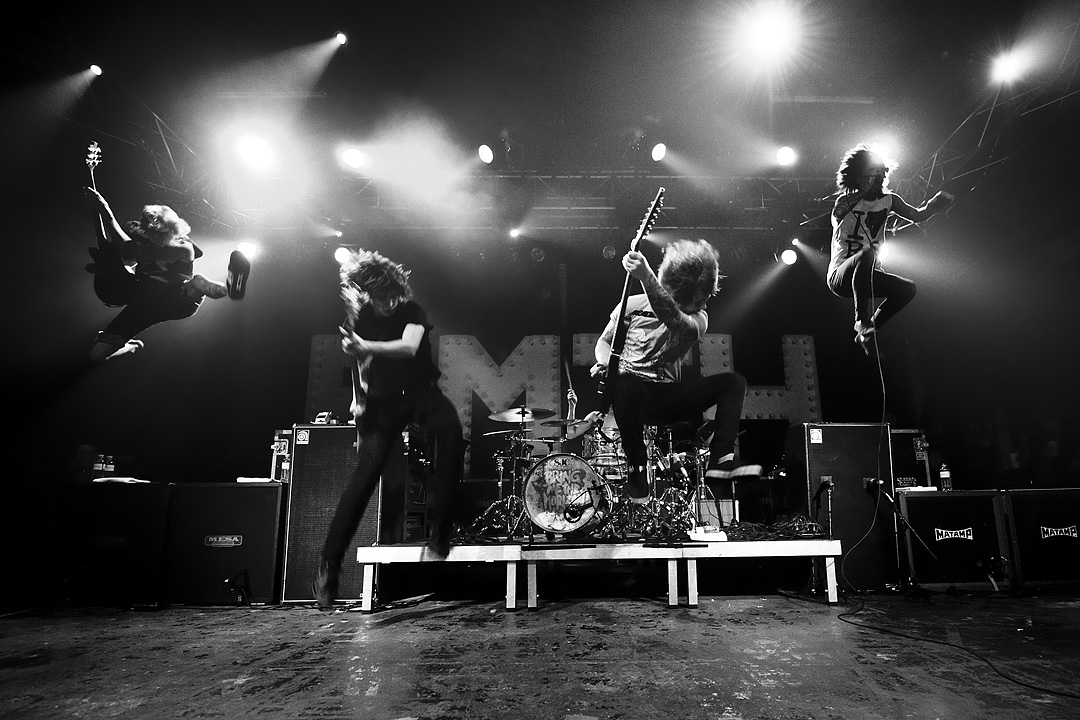
Bring Me the Horizon gewann mit "There Is a Hell, Believe Me I’ve Seen It. There Is a Heaven, Let’s Keep It a Secret" den Preis für das beste Album

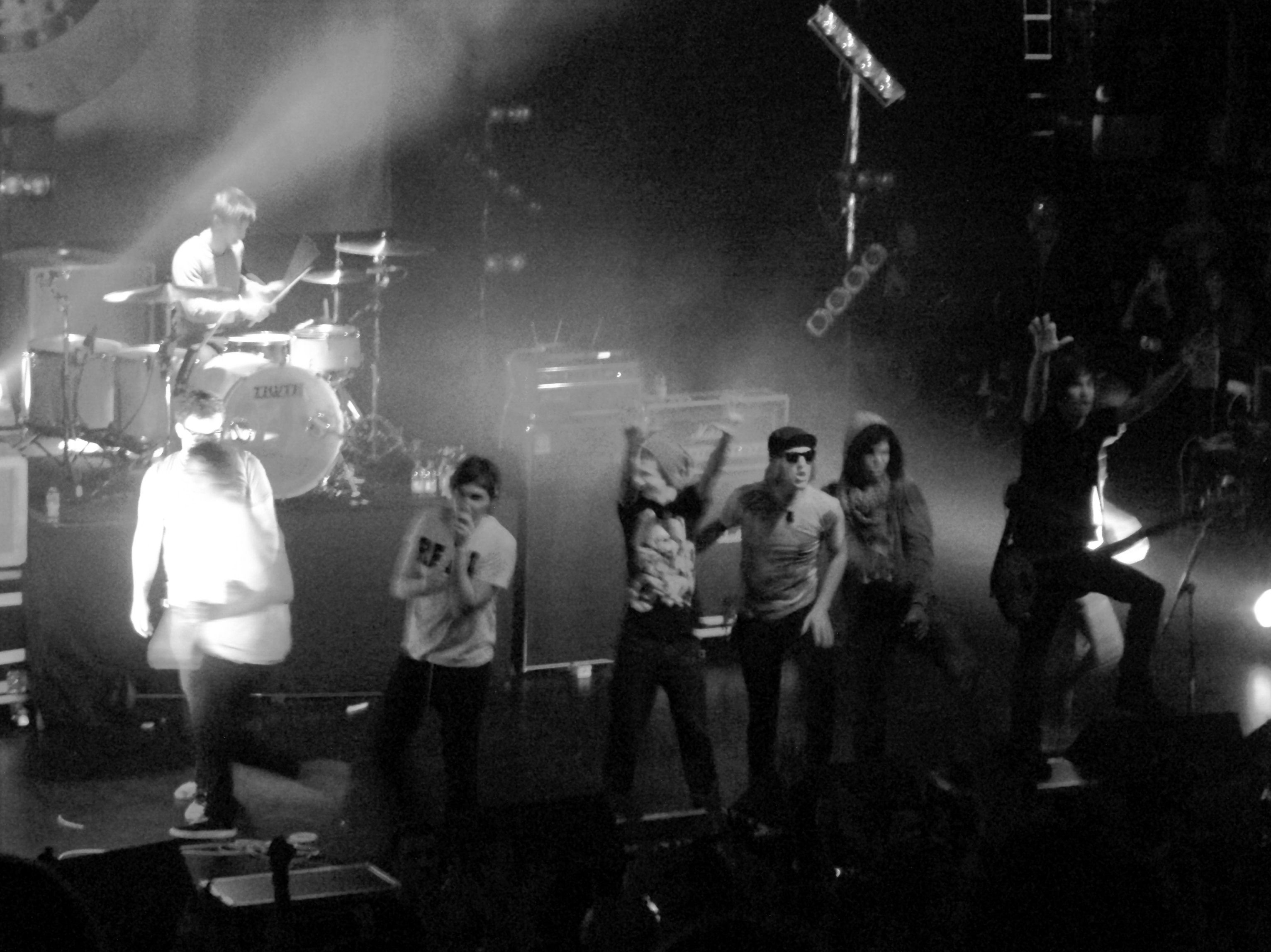
You Me at Six gewann den Preis für die beste britische Band

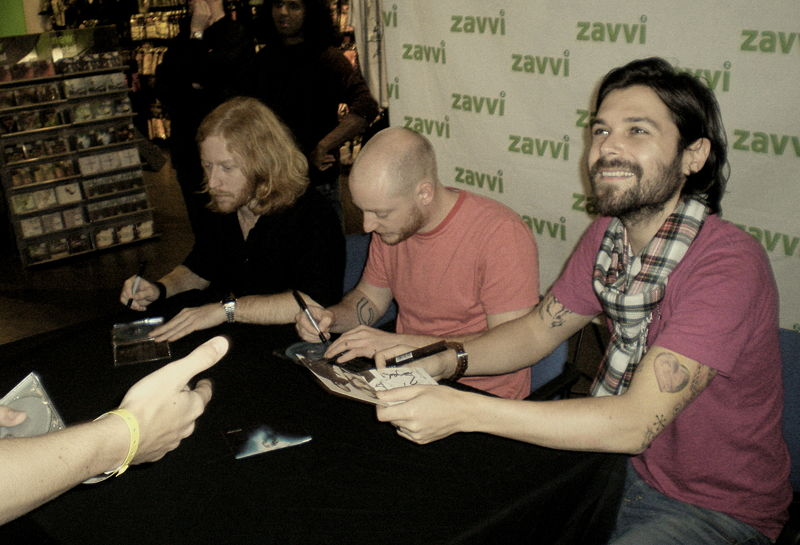
Biffy Clyro war in der Kategorie "Classic Songwriter" erfolgreich

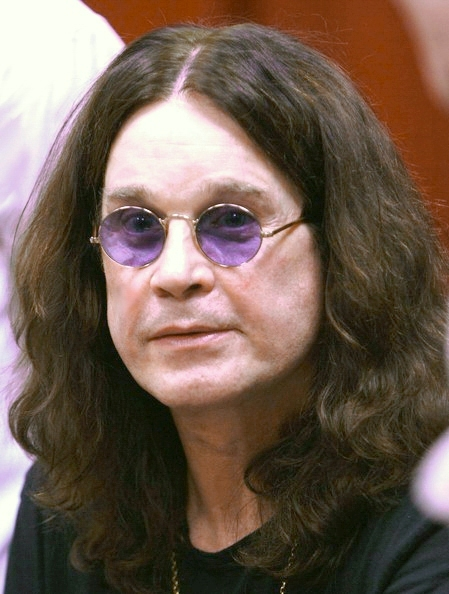
Ozzy Osbourne wurde als "Kerrang! Legend" aufgenommen

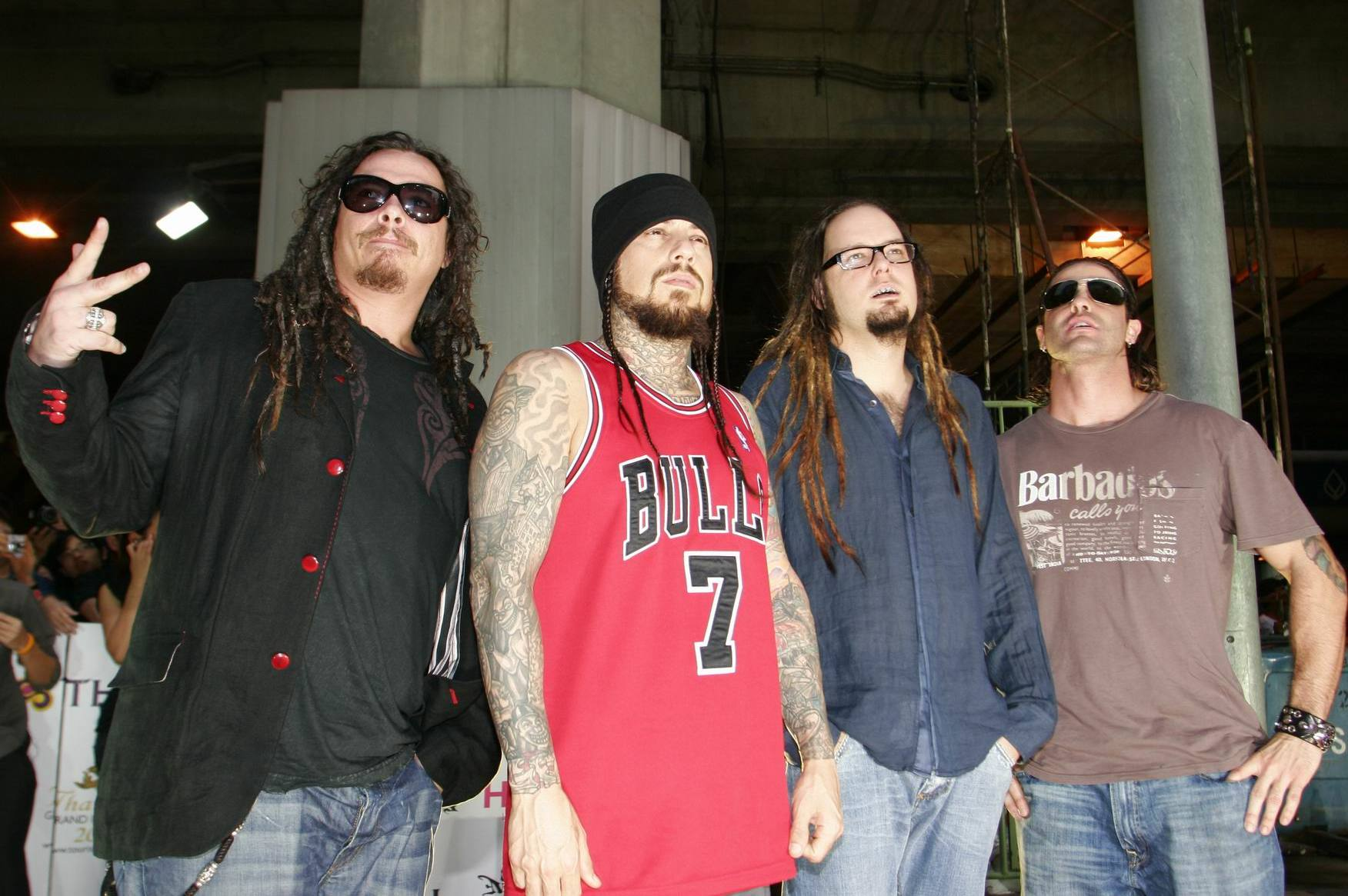
Korn wurde von Kerrang! in die Hall of Fame aufgenommen

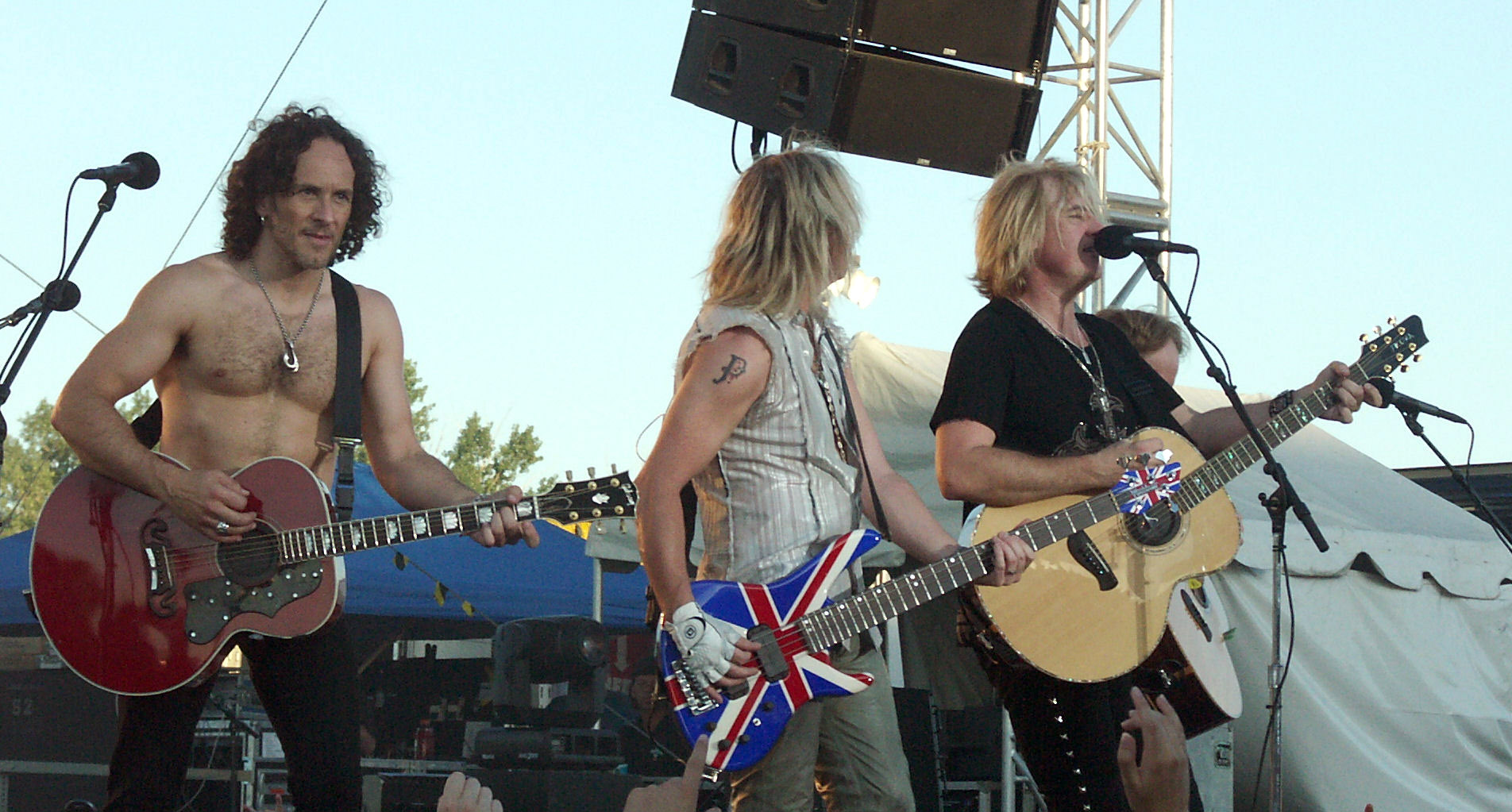
Def Leppard war in der Kategorie "Kerrang! Inspiration" erfolgreich

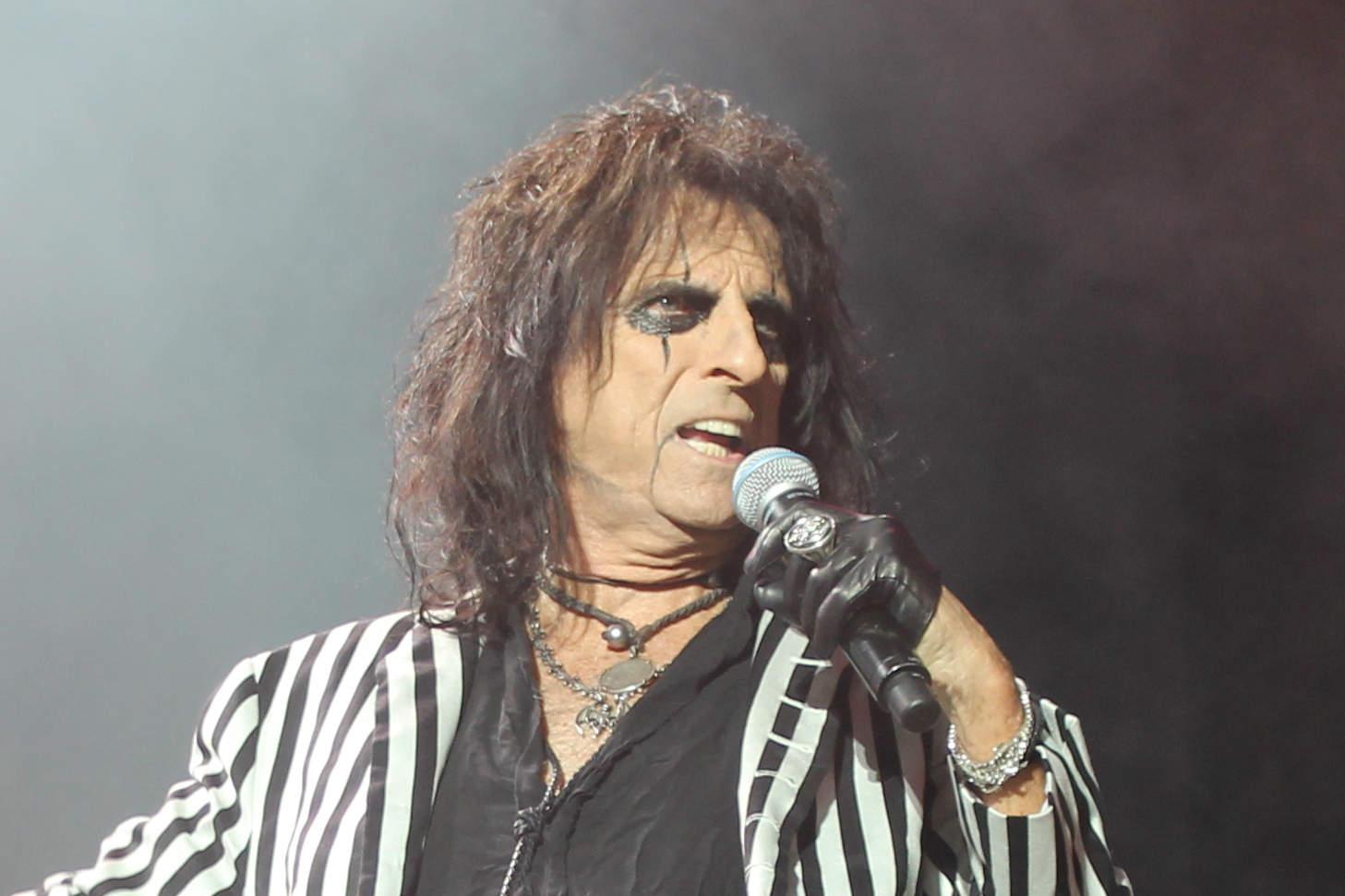
Alice Cooper gewann den "Kerrang! Icon"

30 Seconds to Mars wurde vier Mal nominiert und konnte zwei Auszeichnungen gewinnen. Damit hat die Band die meisten Auszeichnungen bekommen. My Chemical Romance wurde fünf Mal nominiert und gewann davon eine Auszeichnung. Damit war sie die am häufigsten nominierte Gruppe.

### Leser-Abstimmung

#### Best British Newcomer
Asking Alexandria
- Blitz Kids
- The Dead Lay Waiting
- Francesqa
- Octane OK

#### Best International Newcomer
Black Veil Brides
- Destroy Rebuild Until God Shows
- Hyro Da Hero
- The Pretty Reckless
- We Are the In Crowd

#### Best Single
30 Seconds to Mars – Hurricane 
- Bring Me the Horizon – Blessed With A Curse
- Bullet for My Valentine – Your Betrayal
- My Chemical Romance – Planetary (Go!)
- Panic! at the Disco – The Ballad Of Mona Lisa

#### Best Video
My Chemical Romance – Na Na Na 
- A Day to Remember – All I Want
- 30 Seconds to Mars – Hurricane
- The Blackout – Higher And Higher
- Young Guns – Stitches

#### Best Live
All Time Low
- 30 Seconds to Mars
- Avenged Sevenfold
- Bullet for My Valentine
- My Chemical Romance

#### Best Album
Bring Me the Horizon – There Is a Hell, Believe Me I’ve Seen It. There Is a Heaven, Let’s Keep It a Secret 
- The Blackout – Hope
- Avenged Sevenfold – Nightmare
- Escape the Fate – Escape the Fate
- My Chemical Romance – Danger Days: The True Lives of the Fabulous Killjoys

#### Best British Band
You Me at Six
- Bring Me the Horizon
- Bullet for My Valentine
- Enter Shikari
- The Blackout

#### Best International Band
30 Seconds to Mars
- All Time Low
- Avenged Sevenfold
- My Chemical Romance
- Paramore

### Fachjury-Auswahl

#### The Devotion Award
Skindred

#### Classic Songwriter
Biffy Clyro

#### Kerrang! Legend
Ozzy Osbourne

#### Kerrang! Hall of Fame
Korn

#### Kerrang! Inspiration
Def Leppard

#### Kerrang! Icon
Alice Cooper